# Trochocercus
Trochocercus – rodzaj ptaków z rodziny monarek (Monarchidae).

## Zasięg występowania
Rodzaj obejmuje gatunki występujące w Czarnej Afryce.

## Morfologia
Długość ciała 13–15 cm; masa ciała 10–11,8 g.

## Systematyka
Rodzaj zdefiniował w 1851 roku niemiecki ornitolog Jean Cabanis w publikacji swojego autorstwa Museum Heineanum. Jako gatunek typowy Cabanis wyznaczył muchodławkę czubatą (T. cyanomelas).  

### Etymologia
Trochocercus: gr. τροχος trokhos „okrągły”; κερκος kerkos „ogon”.

### Podział systematyczny
Do rodzaju należą następujące gatunki:
- Trochocercus cyanomelas (Vieillot, 1818) – muchodławka czubata
- Trochocercus nitens Cassin, 1859 – muchodławka stalowa